# Мирослав Радуљица
Мирослав Радуљица (Инђија, 5. јануар 1988) је српски кошаркаш. Игра на позицији центра.

## Клупска каријера
Радуљица је почео да тренира кошарку у КК Мандекс из Инђије, да би 2002. године прешао у млађе категорије ФМП Железника. За први тим ФМП-а дебитовао је у сезони 2005/06, да би наредну 2006/07. провео на позајмици у Борцу из Чачка. Најзапаженије партије у дресу ФМП-а имао је у сезони 2009/10. када је и проглашен за најкориснијег играча Суперлиге Србије.
У јулу 2010. потписао је петогодишњи уговор са Ефес Пилсеном. Већ на почетку каријере у турском клубу доживео је повреду стопала због које је одсуствовао неколико месеци. У фебруару 2011. Ефес је послао Радуљицу на позајмицу у берлинску Албу како би играо и вратио се у форму после повреде. Са Албом је стигао до финала немачког првенства.
У августу 2011. Радуљица је дошао на једногодишњу позајмицу у Партизан. Своју најбољу партију у дресу Партизана имао је у победи над екипом Хелиоса када је постигао 31 поен и имао 8 скокова, забележивши индекс корисности од чак 47. Радуљица је за црно-беле у Јадранској лиги просечно постизао 12,5 поена и 5,5 скокова а Партизан је елиминисан на фајнал-фору у полуфиналној утакмици од Цедевите. Радуљица је са црно-белима освојио два трофеја, Куп Радивоја Кораћа и Првенство Србије.
За сезону 2012/13. Ефес га је поново позајмио, овај пут украјинском Азовмашу. Радуљица је са екипом Азовмаша стигао до финала националног шампионата. Ипак, Будивељник је био бољи од тима из Маријупоља са 4-3. Радуљица је просечно постизао по 14,2 поена и бележио по 5,9 скокова и 1,1 блокаду на 53 утакмице украјинског првенства.
У јулу 2013. потписао је уговор са Милвоки баксима. У својој дебитантској НБА сезони одиграо је 48 утакмица (2 као стартер) и бележио просечно 3,8 поена и 2,3 скока по мечу. Крајем августа 2014. је трејдован у Лос Анђелес клиперсе. Три дана касније Клиперси су га отпустили.
У септембру 2014. је потписао уговор са кинеском екипом Шандонг лајонс. У екипи Шандонга је остао до 23. децембра 2014. када је уговор раскинут. Одиграо је 14 утакмица у кинеској лиги и просечно је бележио 18 поена и девет скокова. Дана 8. јануара 2015. године, Радуљица се вратио у НБА лигу и потписао десетодневни уговор са Минесота тимбервулвсима. Касније је потписао још један десетодневни уговор, али је након истека истог напустио клуб. Наступио је на пет утакмица за Минесоту, бележећи просечно 1,6 поена и 1 скок по мечу.
У јулу 2015. Радуљица је потписао двогодишњи уговор са Панатинаикосом. Након једне сезоне напустио је ПАО. У дресу грчког великана освојио је национални куп, а у првенству Грчке тим је поражен у финалу плејофа од Олимпијакоса. У Евролиги је Радуљица за просечно 20 минута по утакмици, уписивао 13,7 поена уз 4,4 скока и 1,3 асистенције, а тим је стигао до четвртфинала где је елиминисан од Басконије.
У јуну 2016. Радуљица је потписао двогодишњи уговор са Олимпијом из Милана. Са њима је освојио Куп Италије за 2017. годину. Након једне сезоне је раскинуо уговор са Миланом. Како је сезона одмицала Радуљица је све мање добијао шансу код тренера Репеше, а клуб је изненађујуће испао у полуфиналу италијанског шампионата од Трента. Током сезоне 2016/17. Радуљица је у просеку бележио 8,1 поен и 3,2 скока у Евролиги, док је нешто лошији учинак имао у првенству Италије: 6,8 поена и три скока.
У јуну 2017. Радуљица је потписао за кинеске Ђангсу дрегонсе. Провео је три сезоне у овом клубу а затим је годину дана наступао за још један тим из Кине, Џеђанг лајонсе. У јулу 2021. је потписао уговор са екипом Гојанг орионса из Јужне Кореје. Играч корејског клуба је био до децембра исте године када је добио отказ.
У септембру 2022. потписао је уговор са Црвеном звездом. У сезони 2022/23. наступио је за Звезду на пет утакмица у Јадранској лиги и три у Евролиги, након чега је 4. септембра 2023. споразумно раскинуо уговор са клубом. Три дана касније потписао је за грчки Маруси.

## Репрезентација
Радуљица је имао доста успеха са репрезентацијом у млађим категоријама. Са репрезентацијом до 18 година освојио је Европско првенство 2005. у Београду, са репрезентацијом до 19 година освојио је Светско првенство 2007. у Новом Саду а са репрезентацијом до 20 година освојио је Европско првенство 2008. у Летонији где је добио и награду за најкориснијег играча турнира.
Као члан универзитетске репрезентације Србије освојио је златну медаљу на Летњој универзијади 2009. године у Београду. Добрим партијама у дресу „студената“ заслужио је позив за сениорску репрезентацију Србије која се припремала за Европско првенство 2009. у Пољској. Успео је да уђе у коначни састав и буде део тима који је освојио сребрну медаљу.
Радуљица је уврштен на шири списак за Светско првенство 2010. у Турској. Прошао је целе припреме али је као последњи отпао са списка само дан пре почетка првенства. Селектор Ивковић га је наредне године уврстио на списак кандидата за Европско првенство 2011. у Литванији али је Радуљица отказао позив јер је желео да се опорави од повреда које су га мучиле током сезоне. Следећег лета селектор га поново ставља на списак играча за квалификације за Европско првенство 2013. Ипак Радуљица се није појавио на прозивци играча. Иако никад није потврђено од Радуљице, спекулисало се да играч није опростио селектору што га је отписао само дан пре Светског првенства 2010.
После четири године паузе Радуљица се вратио у државни тим за Светско првенство 2014. у Шпанији. Добрим партијама помогао је тиму да освоји сребрну медаљу. Одиграо је 9 утакмица на којима је бележио просечно 13 поена и 4,6 скока по мечу. Наредне године је са Србијом на Европском првенству заузео четврто место, да би на Олимпијским играма у Рију 2016. освојио сребрну медаљу, Србија је поражена у борби за злато од САД. Због повреде је пропустио Европско првенство 2017. године.
Био је капитен репрезентације Србије која је на Светском првенству 2019. у Кини заузела пето место. Последњи пут је наступио у дресу репрезентације током квалификација за Европско првенство 2022.

## Лични живот
Радуљица је рођен у Инђији, али води порекло из села Прибељци, општина Шипово у Републици Српској.
У појединим медијима је понео надимак Брадуљица, због свог јавног имиџа.

## Успеси

### Клупски
- Партизан:
  - Првенство Србије (1): 2011/12.
  - Куп Радивоја Кораћа (1): 2012.
- Панатинаикос:
  - Куп Грчке (1): 2016.
- Олимпија Милано:
  - Куп Италије (1): 2017.

### Појединачни
- Најкориснији играч Суперлиге Србије (1): 2009/10.
- Најкориснији играч Европског првенства до 20 година (1): 2008.

### Репрезентативни
- Европско првенство до 18 година:  2005.
- Светско првенство до 19 година:  2007.
- Европско првенство до 20 година:  2008.
- Универзијада:  2009.
- Европско првенство:  2009.
- Светско првенство:  2014.
- Олимпијске игре:  2016.